# Arrenga castany
L'arrenga castany (Myophonus castaneus) és una espècie d'ocell paseriforme de la família dels muscicàpids. Es troba a l'illa de Sumatra, a Indonèsia. Habita els boscos tropicals i subtropicals de frondoses humits a l'estatge montà entre els 400m i 1.500m d'altitud. Sol frequentar els cursos d'aigua. El seu estat de conservació es considera gairebé amenaçat.